# Iassus costalis
Iassus costalis är en insektsart som beskrevs av Walker 1870. Iassus costalis ingår i släktet Iassus och familjen dvärgstritar. Inga underarter finns listade i Catalogue of Life.